# Elecciones regionales de Moquegua de 2010
Las elecciones regionales de Moquegua de 2010 se llevaron a cabo el 3 de octubre de 2010 para elegir al presidente regional, al vicepresidente regional y al Consejo Regional para el periodo 2011-2015. La elección se celebró simultáneamente con elecciones regionales y municipales (provinciales y distritales) en todo el Perú.
Como resultado de esta elección, Martín Vizcarra Cornejo, candidato del movimiento regional Integración Regional por Ti, obtuvo el 38.559% de votos válidos y resultó electo como gobernador regional de Moquegua para el periodo 2011-2014.

## Sistema electoral
El Gobierno Regional de Moquegua es el órgano administrativo y de gobierno del departamento de Moquegua. Está compuesto por el presidente regional, el vicepresidente regional y el Consejo Regional.
La votación se realiza en base al sufragio universal, que comprende a todos los ciudadanos nacionales mayores de dieciocho años, empadronados y residentes en el departamento de Moquegua y en pleno goce de sus derechos políticos.
El presidente y vicepresidente regional son elegidos por sufragio directo. Para que un candidato sea proclamado ganador debe obtener no menos de 30 % de votos válidos. En caso ningún candidato logre ese porcentaje en la primera vuelta electoral, los dos candidatos más votados participan en una segunda vuelta o balotaje.
El Consejo Regional de Moquegua está compuesto por 9 consejeros elegidos por sufragio directo para un período de cuatro (4) años. La votación es por lista cerrada y bloqueada. Cada provincia del departamento de Moquegua constituye una circunscripción electoral. Se asigna a la lista ganadora los escaños según el método d'Hondt. La distribución y el número de consejeros regionales es la siguiente:
| Circunscripción       | Escaños | Mapa |
| --------------------- | ------- | ---- |
| Mariscal Nieto        | 4       |      |
| Ilo                   | 3       |      |
| General Sánchez Cerro | 2       |      |

## Composición del Consejo Regional de Moquegua
La siguiente tabla muestra la composición del Consejo Regional de Moquegua antes de las elecciones.
| Partidos | Partidos                                                    | Consejeros |
| -------- | ----------------------------------------------------------- | ---------- |
|          | Movimiento Independiente Nuestro Ilo - Moquegua             | 5          |
|          | Partido Aprista Peruano                                     | 1          |
|          | Movimiento Lista de Integración para el Desarrollo Regional | 1          |

## Partidos y candidatos
A continuación se muestra una lista de los principales partidos y alianzas electorales que participaron en las elecciones:
| Candidatura | Candidatura | Partidos y alianzas                                                          | Candidato | Candidato                | Ideología                                                          | Resultado previo | Resultado previo | Ref. |
| Candidatura | Candidatura | Partidos y alianzas                                                          | Candidato | Candidato                | Ideología                                                          | Votos (%)        | Con.             | Ref. |
| ----------- | ----------- | ---------------------------------------------------------------------------- | --------- | ------------------------ | ------------------------------------------------------------------ | ---------------- | ---------------- | ---- |
|             | LÍDER       | Lista - Movimiento Lista de Integración para el Desarrollo Regional (LÍDER)  |           | Hugo Quispe Mamani       | Regionalismo moqueguano                                            | 17.76%           | 1                |      |
|             | SP          | Lista - Somos Perú (SP)                                                      |           | Marco Ceballos Pacheco   | Democracia cristiana Conservadurismo social                        | 12.52%           | 0                |      |
|             | Por Ti      | Lista - Integración Regional por Ti (Por Ti)                                 |           | Martín Vizcarra Cornejo  | Regionalismo moqueguano                                            | 7.06%            | 0                |      |
|             | AP          | Lista - Acción Popular (AP)                                                  |           | Augusto Vizcarra Chocano | Humanismo Nacionalismo cívico Reformismo                           | Nuevo            | Nuevo            |      |
|             | APP         | Lista - Alianza para el Progreso (APP)                                       |           | Alejandro Mamani Arana   | Liberalismo económico Conservadurismo liberal Populismo de derecha | Nuevo            | Nuevo            |      |
|             | FDP         | Lista - Fonavistas del Perú (FDP)                                            |           | Víctor Onofrio Quispe    | Socialismo Nacionalismo de izquierda Ecologismo                    | Nuevo            | Nuevo            |      |
|             | SI          | Lista - Somos Independientes (SI)                                            |           | Carlos Carrera Gamarra   | Regionalismo moqueguano                                            | Nuevo            | Nuevo            |      |
|             | FIRME       | Lista - Frente de Integración Regional Moquegua Emprendedora - FIRME (FIRME) |           | Zenón Cuevas Pare        | Regionalismo moqueguano                                            | Nuevo            | Nuevo            |      |

## Sondeos de opinión
La siguiente tabla enumera las estimaciones de la intención de voto en orden cronológico inverso, mostrando las más recientes primero y utilizando las fechas en las que se realizó el trabajo de campo de la encuesta. Cuando se desconocen las fechas del trabajo de campo, se proporciona la fecha de publicación.
Leyenda:
     Sondeo realizado en el periodo de prohibición legal de la difusión de sondeos de intención de voto.

### Intención de voto
La siguiente tabla enumera las estimaciones ponderadas (sin incluir votos en blanco y nulos) de la intención de voto.
|                                                     |            |   |      |      |      |     |     |      |  |  |
| Elecciones regionales de 2010                       | 3 oct 2010 | — | 38.5 | 28.0 | 20.4 | 6.2 | 3.4 | 10.5 |  |  |
|                                                     |            |   |      |      |      |     |     |      |  |  |
| Servicios, Investigación, Mercado y Opinión Pública | 3 oct 2010 | ? | 51.1 | 33.3 | 5.9  | –   | 2.8 | 17.8 |  |  |

## Resultados

### Gobierno Regional de Moquegua
|                      | Martín Vizcarra Cornejo  | Integración Regional por Ti (Por Ti)                                 | 35,388  | 38.55 |  |  |  |
|                      | Zenón Cuevas Pare        | Frente de Integración Regional Moquegua Emprendedora - FIRME (FIRME) | 25,719  | 28.02 |  |  |  |
|                      | Carlos Carrera Gamarra   | Somos Independientes (SI)                                            | 18,704  | 20.37 |  |  |  |
|                      | Marco Ceballos Pacheco   | Somos Perú (SP)                                                      | 5,647   | 6.15  |  |  |  |
|                      | Hugo Quispe Mamani       | Movimiento Lista de Integración para el Desarrollo Regional (LÍDER)  | 3,149   | 3.43  |  |  |  |
|                      | Víctor Onofrio Quispe    | Fonavistas del Perú (FDP)                                            | 1,129   | 1.23  |  |  |  |
|                      | Augusto Vizcarra Chocano | Acción Popular (AP)                                                  | 1,046   | 1.14  |  |  |  |
|                      | Alejandro Mamani Arana   | Alianza para el Progreso (APP)                                       | 1,018   | 1.11  |  |  |  |
|                      |                          |                                                                      |         |       |  |  |  |
| Total                | Total                    | Total                                                                | 91,800  |       |  |  |  |
|                      |                          |                                                                      |         |       |  |  |  |
| Votos válidos        | Votos válidos            | Votos válidos                                                        | 91,800  | 85.26 |  |  |  |
| Votos en blanco      | Votos en blanco          | Votos en blanco                                                      | 11,614  | 10.79 |  |  |  |
| Votos nulos          | Votos nulos              | Votos nulos                                                          | 4,256   | 3.95  |  |  |  |
| Votos emitidos       | Votos emitidos           | Votos emitidos                                                       | 107,670 | 89.33 |  |  |  |
| Abstenciones         | Abstenciones             | Abstenciones                                                         | 12,856  | 10.67 |  |  |  |
| Votantes registrados | Votantes registrados     | Votantes registrados                                                 | 120,526 |       |  |  |  |
|                      |                          |                                                                      |         |       |  |  |  |
| Fuente:              |                          |                                                                      |         |       |  |  |  |

### Consejo Regional de Moquegua
| |                                                                      |              |              |              |         |         |  |  |
| Partidos y coaliciones                                                                                | Partidos y coaliciones                                               | Voto popular | Voto popular | Voto popular | Escaños | Escaños |  |  |
| Partidos y coaliciones                                                                                | Partidos y coaliciones                                               | Votos        | %            | ±pp          | Total   | +/−     |  |  |
| | Integración Regional por Ti (Por Ti)1                                | 25,768       | 35.67        | +28.61       | 4       | +4      |  |  |
| | Frente de Integración Regional Moquegua Emprendedora - FIRME (FIRME) | 21,200       | 29.35        | Nuevo        | 4       | +4      |  |  |
| | Somos Independientes (SI)                                            | 10,905       | 15.10        | Nuevo        | 1       | +1      |  |  |
| | Somos Perú (SP)                                                      | 6,769        | 9.37         | –3.15        | 0       | ±0      |  |  |
| | Movimiento Lista de Integración para el Desarrollo Regional (LÍDER)  | 3,288        | 4.55         | –13.21       | 0       | –1      |  |  |
| | Fonavistas del Perú (FDP)                                            | 1,941        | 2.69         | Nuevo        | 0       | ±0      |  |  |
| | Acción Popular (AP)                                                  | 1,171        | 1.62         | n/a          | 0       | ±0      |  |  |
| | Alianza para el Progreso (APP)                                       | 1,196        | 1.66         | Nuevo        | 0       | ±0      |  |  |
| |                                                                      |              |              |              |         |         |  |  |
| Total                                                                                                 | Total                                                                | 72,238       |              |              | 9       | +2      |  |  |
| |                                                                      |              |              |              |         |         |  |  |
| Votos válidos                                                                                         | Votos válidos                                                        | 72,238       | 67.09        | –24.98       |         |         |  |  |
| Votos en blanco                                                                                       | Votos en blanco                                                      | 31,082       | 28.87        | +25.94       |         |         |  |  |
| Votos nulos                                                                                           | Votos nulos                                                          | 4,350        | 4.04         | –0.96        |         |         |  |  |
| Votos emitidos                                                                                        | Votos emitidos                                                       | 107,670      | 89.33        | –0.95        |         |         |  |  |
| Abstenciones                                                                                          | Abstenciones                                                         | 12,856       | 10.67        | +0.95        |         |         |  |  |
| Votantes registrados                                                                                  | Votantes registrados                                                 | 120,526      |              |              |         |         |  |  |
| |                                                                      |              |              |              |         |         |  |  |
| Fuente:                                                                                               |                                                                      |              |              |              |         |         |  |  |
| Notas al pie: 1 Comparado con los resultados de Las Personas Primero (LPP) en las elecciones de 2006. |                                                                      |              |              |              |         |         |  |  |
| Notas al pie:                                                                                         |                                                                      |              |              |              |         |         |  |  |
| 1 Comparado con los resultados de Las Personas Primero (LPP) en las elecciones de 2006.               |                                                                      |              |              |              |         |         |  |  |

### Autoridades electas
| Cargo                                                      | Autoridad electa | Autoridad electa         | Partido político | Partido político                                             |
| ---------------------------------------------------------- | ---------------- | ------------------------ | ---------------- | ------------------------------------------------------------ |
| Presidente Regional de Moquegua                            |                  | Martín Vizcarra Cornejo  |                  | Integración Regional por Ti                                  |
| Vicepresidente Regional de Moquegua                        |                  | Tomás Portilla Alarcón   |                  | Integración Regional por Ti                                  |
| Consejero Regional de Moquegua (por General Sánchez Cerro) |                  | Martín Córdova Álvarez   |                  | Integración Regional por Ti                                  |
| Consejero Regional de Moquegua (por General Sánchez Cerro) |                  | Fermín Condori León      |                  | Frente de Integración Regional Moquegua Emprendedora - FIRME |
| Consejera Regional de Moquegua (por Ilo)                   |                  | Yolanda Ccallata Cueva   |                  | Integración Regional por Ti                                  |
| Consejero Regional de Moquegua (por Ilo)                   |                  | Pablo Ramírez Delgado    |                  | Somos Independientes                                         |
| Consejera Regional de Moquegua (por Ilo)                   |                  | Frida Morante Soria      |                  | Frente de Integración Regional Moquegua Emprendedora - FIRME |
| Consejero Regional de Moquegua (por Mariscal Nieto)        |                  | Marcelino Tito Valeriano |                  | Integración Regional por Ti                                  |
| Consejera Regional de Moquegua (por Mariscal Nieto)        |                  | Gina Valdivia Vélez      |                  | Integración Regional por Ti                                  |
| Consejero Regional de Moquegua (por Mariscal Nieto)        |                  | Justo Quispe Vizcarra    |                  | Frente de Integración Regional Moquegua Emprendedora - FIRME |
| Consejera Regional de Moquegua (por Mariscal Nieto)        |                  | Dianira Meza Mendoza     |                  | Frente de Integración Regional Moquegua Emprendedora - FIRME |